# Schloss Duras

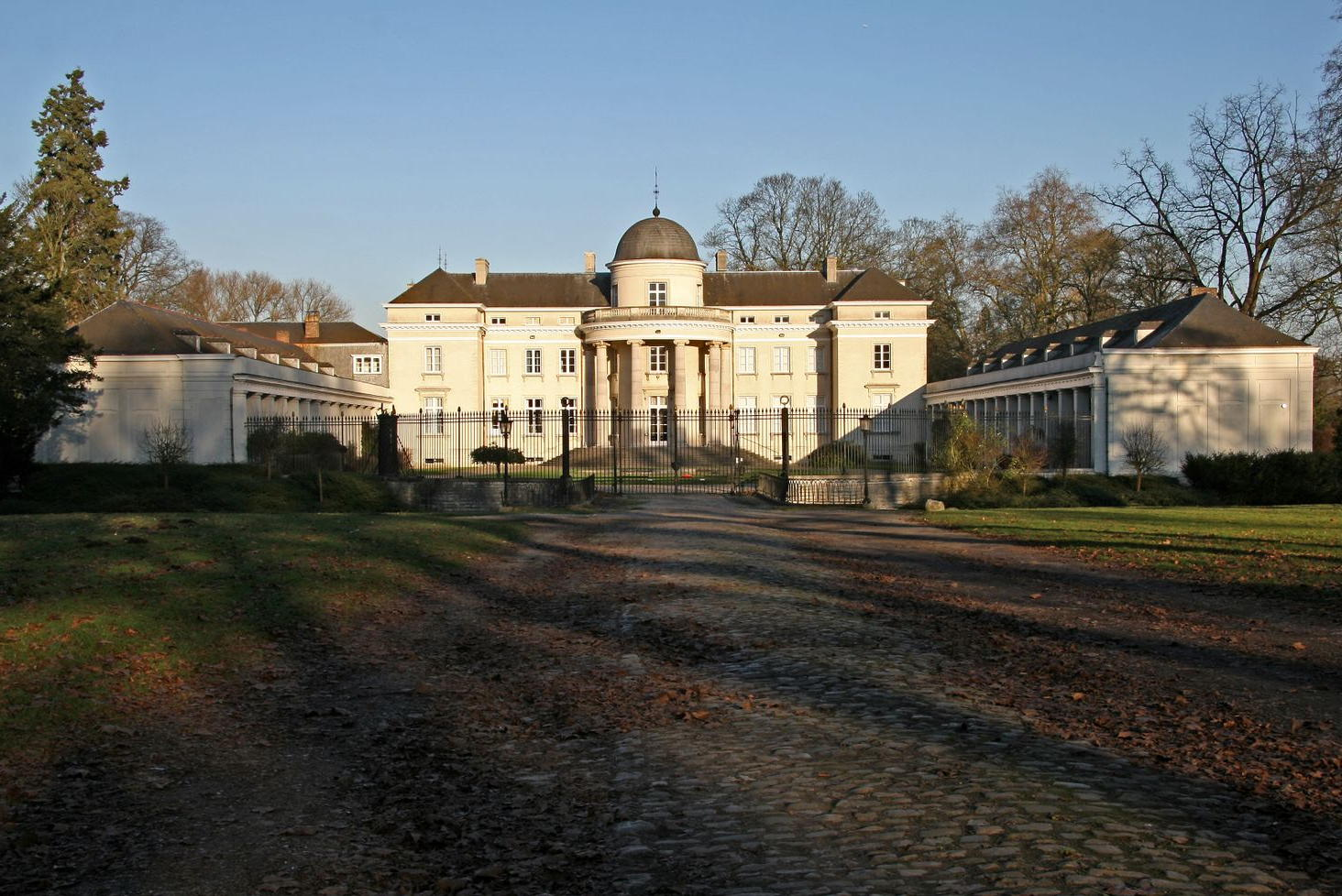
Schloss Duras

Das Schloss Duras (niederländisch Kasteel van Duras) ist ein Schloss in der belgischen Gemeinde Sint-Truiden, die in der flämischen Provinz Limburg im Osten Belgiens liegt.
Das Schloss in seiner heutigen Form wurde zwischen 1787 und 1789 vom Architekten Ghislain-Joseph Henry für den Baron de Meldert, Jean-Joseph-Philippe van der Noot erbaut. Es ist im neo-klassischen Stil aus weißgestrichenem Ziegelstein erbaut, inspiriert von der Architektur von Andrea Palladio. Besonders prägnant ist der Mittelteil der Vorderfront des Anwesens mit einer halbrunden Säulenhalle mit ionischen Säulen, die eine Kuppel stützen. Die Rückseite hat die gleiche Form, dort ist sie im Gebäude integriert.

## Geschichte
Das Schloss Duras gehört zu den sehr wenigen Schlössern in Belgien, die seit dem Mittelalter nicht veräußert wurden, sondern nur durch Erbschaft oder Heirat in die nächste Generation weitergereicht wurden.
Das heutige Schloss trägt den Namen der Herren von Duras, die an dieser Stelle bereits 1102 eine Burg besaßen, die den ursprünglichen Bau ein Verlies umgeben von Wasser abgelöst hatte. Ghibert de Duras war Erbmarschall des Landes Lüttich und der Grafschaft Looz. Auf die Herren von Duras folgten die Familien Walcourt im 13. Jahrhundert, Damartin de Wafusée zu Beginn des 14. Jahrhunderts, Oyenbrugge von 1426 bis 1705. Schließlich kam das Schloss mit Gräfin Louise van der Noot de Duras in die Ehe mit Prinz Louis de Ligne und in zweiter Ehe dann 1813 in die Familie von Graf Charles d'Oultremont, dessen Nachkommen und Erben das Schloss heute noch gehört.